# تشيونغ يي ني
تشيونغ يي ني (بالإنجليزية: Cheung Yi Nei) (من مواليد 20 نوفمبر 1973) هي لاعبة مبارزة السلاح من هونغ كونغ.
شاركت في دورة الألعاب الآسيوية 2006 في الدوحة، قطر.

## روابط خارجية
- تشيونغ يي ني على موقع الاتحاد الدولي للمبارزة (الإنجليزية)